# Soirée d'amateurs
Soirée d’amateurs (titre original : Amateur Night) est une nouvelle américaine de Jack London publiée aux États-Unis en 1903.

## Historique
La nouvelle est publiée initialement dans The Pilgrim en décembre 1903, avant d'être reprise dans le recueil Moon-Face & Others Stories en septembre 1906.

## Résumé
Deux sœurs californiennes, Edna et Letty Wyman, quittent leur terre natale dans le but de devenir sténodactylographes à San Francisco. 
Edna rêve personnellement d'être journaliste. C’est son aventure qui est racontée dans cette nouvelle.
Après un échec auprès d’un Directeur d’agence de presse, Letty lui conseille de rencontrer le journaliste Max Irwin.
Ce dernier lui donne un plan pour rentrer au « Moniteur du Dimanche » où elle souhaite travailler de sa passion.
Il s’agit de participer à deux soirées aux « Loops », un lieu de distraction, en tant qu’amateur, de se produire en public avec n’importe quel spectacle et d’écrire ses ressentis dans un article. 
Elle rencontre le Directeur des « Loops », Ernest Symes, qui lui propose deux dollars et demi par soirée pour ses prestations de soprano sentimentale, sous le pseudonyme de Nan Bellayne.
Accompagnée de sa sœur, Edna se présente au lieu-dit et par deux fois se montre au public dans un costume de vieille Irlandaise « chantant, le cœur brisé, l’absence de son fils ».
Elle rencontre un jeune artiste habillé en clochard du nom de Charley Welsh, dit l’Unique, qui la soupçonne d’être journaliste et de venir aux « Loops » pour les critiquer dans son journal. Les récits qu’il lui fait découragent Edna à continuer son spectacle.
Mais elle assume tout de même sa prestation sous les encouragements de Letty, sa sœur ; d’abord moquée, elle finira par être applaudie, pour avoir mimé de chanter tandis que la foule criait.
Ernest Symes, le Directeur, vient la voir, très aimable, pour sa deuxième prestation du samedi et la félicite, lui proposant même une loge particulière. Charley Welsh, l’Unique, soupçonne le Directeur de la croire journaliste, comme lui-même y a pensé et se questionne toujours, suggérant à Edna de faire un bon article sur lui.
Quand Edna se présente le lundi pour recevoir l’argent de ses prestations, le directeur renie ses engagements et ne propose que le remboursement du tramway pour elle et Letty.
Edna n’insistera pas et viendra remettre son article au journaliste Max Irwin. Ce dernier le trouve remarquable mais il est surpris de ne pas y voir figuré le montant des cachets pour les deux soirées.
Edna lui raconte alors cette mésaventure, mais Max Irwin tient à ce qu’elle soit payée, d’une façon ou d’une autre.
C’est finalement Edna qui trouvera une astuce. Elle utilise le téléphone du journaliste et se fait passer pour la sœur de Charley Welsh auprès du Directeur des « Loops » pour recevoir les cachets de l’Unique, prétextant qu’il est malade. Mais le Directeur a vu Charley Welsh et fait remarquer que ses cachets lui ont été attribué. Edna saute sur l’occasion, et en profite par ce biais pour réclamer les siens. 
Pris la main dans le sac, Ernest Symes s’incline et payera Edna comme il se doit, en lui donnant de surcroît des entrées pour assister aux spectacles.
Eberlué par le culot d’Edna, après avoir été émerveillé par l’article, Max Irwin s’engage à y joindre quelques mots à l’attention du « Moniteur du Dimanche ».

## Éditions

### Éditions en anglais
- Amateur Night, dans The Pilgrim, décembre 1903.
- Amateur Night, dans le recueil Moon-Face & Others Stories, un volume chez  The Macmillan Co, New York, septembre 1906

### Traductions en français
- Soirée d’amateurs, traduit par Louis Postif, in Candide, journal, avril 1937.
- Soirée d’amateurs, traduit par Louis Postif, in En rire ou en pleurer ?, recueil, 10/18, 1975.

## Sources
- (en) Jack London's Works by Date of Composition
- http://www.jack-london.fr/bibliographie